# HD 63589
HD 63589，又名BD+33 1601，SAO 60379、HR 3040，是一颗恒星，视星等为6.03，位于銀經187.19，銀緯26.19，其B1900.0坐标为赤經7h 44m 36.7s，赤緯+33° 26.19′ 9″。